# مينه فيونغ تران
مينه فيونغ تران (بالإنجليزية: Minh Vu)‏ (27 سبتمبر 1990 بتوسان في الولايات المتحدة - ) هو لاعب كرة قدم أمريكي في مركز الوسط. لعب مع Rochester Rhinos ‏.